# Protector (jeu vidéo, 1981)
Pour les articles homonymes, voir Protector.
Protector un jeu vidéo de type shoot 'em up développé par Mike Potter et publié par Crystal Software en 1981 sur Atari 8-bit. Il est ensuite retravaillé et réédité sur Atari 8-bit par Synapse Software puis sur Commodore VIC-20 par HesWare en 1983. Son système de jeu est similaire à celui du jeu Defender sorti sur borne d'arcade en 1981. Le joueur contrôle un engin volant et survole une ville envahie par des extraterrestres afin de récupérer des civils, au sol ou en haut des immeubles, pour les amener en sécurité. Il doit pour cela prendre de vitesse le vaisseau ennemi qui tente d’enlever ces civils afin de les jeter dans le cratère d’un volcan,.
Le jeu bénéficie d’une suite, baptisé Protector II, également développée par Mike Potter et publiée par Synapse Software sur Atari 8-bit et Commodore 64,.